# Ceferino
Ceferino (Roma, ¿?-Roma, 20 de diciembre del 217) fue el 15.º papa de la Iglesia católica entre los años 199 y 217.

## Biografía
Hijo de Abundio, al iniciar su pontificado nombró a Calixto, que sería su sucesor, archidiácono de Roma, cargo equivalente al actual de secretario de estado, y que supuso convertirlo en su principal consejero, lo que dada la escasa formación teológica de Ceferino lo hizo depender totalmente de aquel.
Conocemos mucho más de Ceferino que de cualquier otro pontífice de los primeros años de la Iglesia, aunque esta información está posiblemente sesgada al proceder del teólogo romano Hipólito, quien, en su obra Philosopheumena, acusaba al papa de adepto al monarquianismo modalístico o modalismo, doctrina que negaba la Trinidad y que posiblemente aceptó Ceferino, influenciado por su consejero Calixto, como respuesta al montanismo. En dicha obra, Hipólito describe a Ceferino como torpe e ignorante, lo cual puede ser cierto, ya que no gozaba de los conocimientos teológicos de su archidiácono y consejero. 
Ceferino estableció que los jóvenes, cumplidos los 14 años, hiciesen la comunión por Pascua y que los cálices no fueran de madera, sino de vidrio. Introdujo, además, el uso de la patena. También excomulgó a Tertuliano.
Ordenó que los sacerdotes y diáconos se ordenasen públicamente en presencia de muchos clérigos y legos para que fuera manifiesta la inocencia y que fueran dotados para estos oficios personas de vida irreprensible.
Durante su pontificado, iniciado bajo el gobierno del emperador Septimio Severo, se reanudaron las persecuciones contra los cristianos, persecuciones que se suavizaron a su muerte y durante el mandato de su sucesor, Caracalla, pero que se reactivaron al ascender, en 217, al trono del imperio Macrino, lo que hace afirmar a ciertas fuentes que Ceferino murió en ese mismo año tras sufrir martirio, aunque no existen pruebas documentales de tal afirmación.
Ceferino fue enterrado en una cámara sepulcral suya propia cerca de las Catacumbas de San Calixto en la Vía Apia.
La oración propia de las misas que se celebran por San Ceferino es el Praesta quaesumus, propia de los pontífices mártires.
Es patrón de Caldari, pedanía de Ortona y ahí su fiesta se conmemora el 26 de agosto. La imagen procesional se encuentra en el interior de la iglesia parroquial, dedicada al santo.

### Citas
1. ↑  «San Ceferino, papa y mártir». Católicos Alerta. Archivado desde el original el 4 de marzo de 2016. Consultado el 17 de agosto de 2017.
2. 1 2 3 4  «Papa San Ceferino». Enciclopedia Católica. Consultado el 17 de agosto de 2017.
3. 1 2  Moreno Cebada, Emilio (1867). Historia de la Iglesia: desde su establecimiento hasta el pontificado de Pio IX 1. Barcelona: Biblioteca ilustrada de Espasa Hermanos. p. 160. OCLC 680451788. Consultado el 17 de agosto de 2017.
4. ↑  Taira, Percy (Julio de 2009). «Papas del Vaticano: San Ceferino - 15». Secretos del Vaticano. Archivado desde el original el 17 de agosto de 2017. Consultado el 17 de agosto de 2017.
5. 1 2 3 4  Croiset, Jean (1819). «San Ceferino, papa y mártir».  En Iñigo Vicario, Manuel, ed. Compendio del año cristiano ú Ocupacion diaria 8 (2.ª edición). Madrid: Imprenta de Ventura Cano. pp. 155-156. OCLC 433446386. Consultado el 17 de agosto de 2017.
6. 1 2  «San Ceferino, Papa». Monastère du Magnificat. Editions Magnificat. Archivado desde el original el 17 de agosto de 2017. Consultado el 17 de agosto de 2017.
7. ↑  de Orga, José (1796). «XXVI de agosto, S. Zeferino papa y mártir».  En Iglesia católica, ed. Oficio de la Virgen Maria segun la Reforma del Santo Concilio de Trento y del Papa Urbano VIII: dispuesto para el uso de las religiosas de la Visitacion de Nuestra Señora. Valencia: Oficina de Joseph de Orga. p. 185. OCLC 915433891. Consultado el 17 de agosto de 2017.